# Un horrible cauchemar
Un horrible cauchemar è un cortometraggio del 1902 diretto da Ferdinand Zecca.

## Trama
Un uomo fuma dell'oppio, si addormenta e sogna di essere in prigione.